# Rostislav Košťál
Rostislav Košťál (* 3. června 1943 Brno) je český a moravský fotograf, občanským povoláním stavební inženýr. Byl členem někdejších fotografických skupin Epos a Setkání.

## Život
Vystudoval stavební inženýrství v Brně. Během studia navštěvoval brněnskou Lidovou školu umění Jaroslava Kvapila, kde fotografický obor vedl prof. Karel Otto Hrubý. Zde se setkal s Jiřím Horákem, Františkem Maršálkem a Petrem Sikulou, se kterými v roce 1967 vytvořili fotografickou skupinu Epos.
Koncem šedesátých let se seznámil s mladými herci z JAMU, kteří záhy založili Divadlo Husa na provázku. Jsou to právě oni, kdo pomáhali Košťálovi vytvářet jeho fotografie inscenované v krajině. Košťál pak fotografoval řadu jejich představení.
Po ukončení absolvování stavební fakulty se přihlásil ke studiu fotografie na FAMU. To ale nedokončil. Začátkem 70. let se pokusil o start profesionální kariéry, ale z kádrových důvodů nebyl přijat do Svazu výtvarných umělců.
V roce 1976 byl jedním ze zakládajících členů různorodé skupiny Setkání.

## Výstavy

### Samostatné
- 1987 Tempi, fotografie z let 1979 až 1986, Žďár nad Sázavou, později byla výstava reprízovína v Ostravě (2000), v Hodoníně (2003), ve Valticích (2004), v Moravské galerii v Brně (2023)[4]; vydáno tiskem v roce 2008.
- 2023 Bilance, fotografie z let 1963–2023, Rostislav Košťál: fotografie 1963–2023, Křížová chodba Nové radnice, Brno.[5]

### Skupinové
- 2016 EPOS 1967–1980, Jiří Horák, Rostislav Košťál, František Maršálek, Petr Sikula, Dům umění města Brna, 28.9. – 13.11.2016. Kurátor: Pavel Vančát.[1]
- 2023 EPOS, Horácká galerie, Nové Město na Moravě. Úvodní slovo: Ladislav Plch.

## Publikace
- KOŠŤÁL, Rostislav; OSLZLÝ, Petr; PLCH, Ladislav. ... mimo prkna, která znamenají svět. Brno: MiTTaG : Kolej Consult & Servis : ŽSD, 2000. 20 s. Dostupné online. ISBN 80-260-4310-3.
- SNIEGOŇ, Tomáš; PÁTEK, Jiří; PLCH, Ladislav. Rostislav Košťál : retroperspektiva : fotografie z let 1965-2007. Brno: Lynx, 2008. 119 s. ISBN 978-80-86787-27-5.
- KOŠŤÁL, Rostislav. Tempi. Brno: Lynx, 2008. 55 s. ISBN 978-80-86787-26-8.
- KOŠŤÁL, Rostislav. Fotografie 1963–2023. Praha: Universum, 2023. 256 s. ISBN 978-80-242-9183-3.